# 卡斯泰尔诺巴尔巴朗
卡斯泰尔诺巴尔巴朗（法語：Castelnau-Barbarens）是法国热尔省的一个市镇，属于奥克区（Auch）萨拉蒙县（Saramon）。该市镇总面积42.37平方公里，2009年时的人口为493人。

## 人口
卡斯泰尔诺巴尔巴朗人口变化图示